# J-SH06
J-SH06（ジェイエスエイチ ゼロロク）は、シャープが開発した、J-フォンによる第二世代携帯電話端末製品。

## 概要
J-SH04のマイナーチェンジモデルで、ディスプレイがJ-SH04の256(=28)色STN液晶から65,536(=216)色相当のGF液晶へとスペックアップしている。「J-SH0x」モデル最後のストレート端末でもある。

## 歴史
- 2001年4月5日 - J-フォン西日本から先行発表。
- 2001年4月17日 - J-フォン東日本・東海から発表。
- 2001年4月25日 - 発売。